# Auberge de Peyrebeille
 (décembre 2017).
Pour les articles homonymes, voir L'Auberge rouge.
L'auberge de Peyrebeille est située sur la commune de Lanarce, en Ardèche. Elle se trouve à environ 5 km du bourg, à la limite des communes de Issanlas et Lavillatte, sur la N102, au croisement de la D16, à près de 1 365 m d'altitude, sur un plateau balayé par la burle.
 Elle est plus connue sous le nom de « l'Auberge rouge ».
Au cours du XIXe siècle, elle fut le lieu d'une affaire criminelle, dite  « l'affaire de l'Auberge rouge », qui, en raison du contexte politique de l'époque, prit des proportions considérables. Ainsi en est-on arrivé à prétendre qu'elle avait été le théâtre d'une cinquantaine de meurtres, de nombreux vols et de méfaits en tout genre. Les tenanciers de l'établissement, les époux Martin et leur valet Jean Rochette, furent condamnés à mort et guillotinés. Toutefois seule la mort d'un client, Jean-Antoine Enjolras, est clairement établie. Par ailleurs son cadavre a été retrouvé dans la campagne environnante et rien ne prouve qu'il ait été tué à l'auberge.

## Histoire

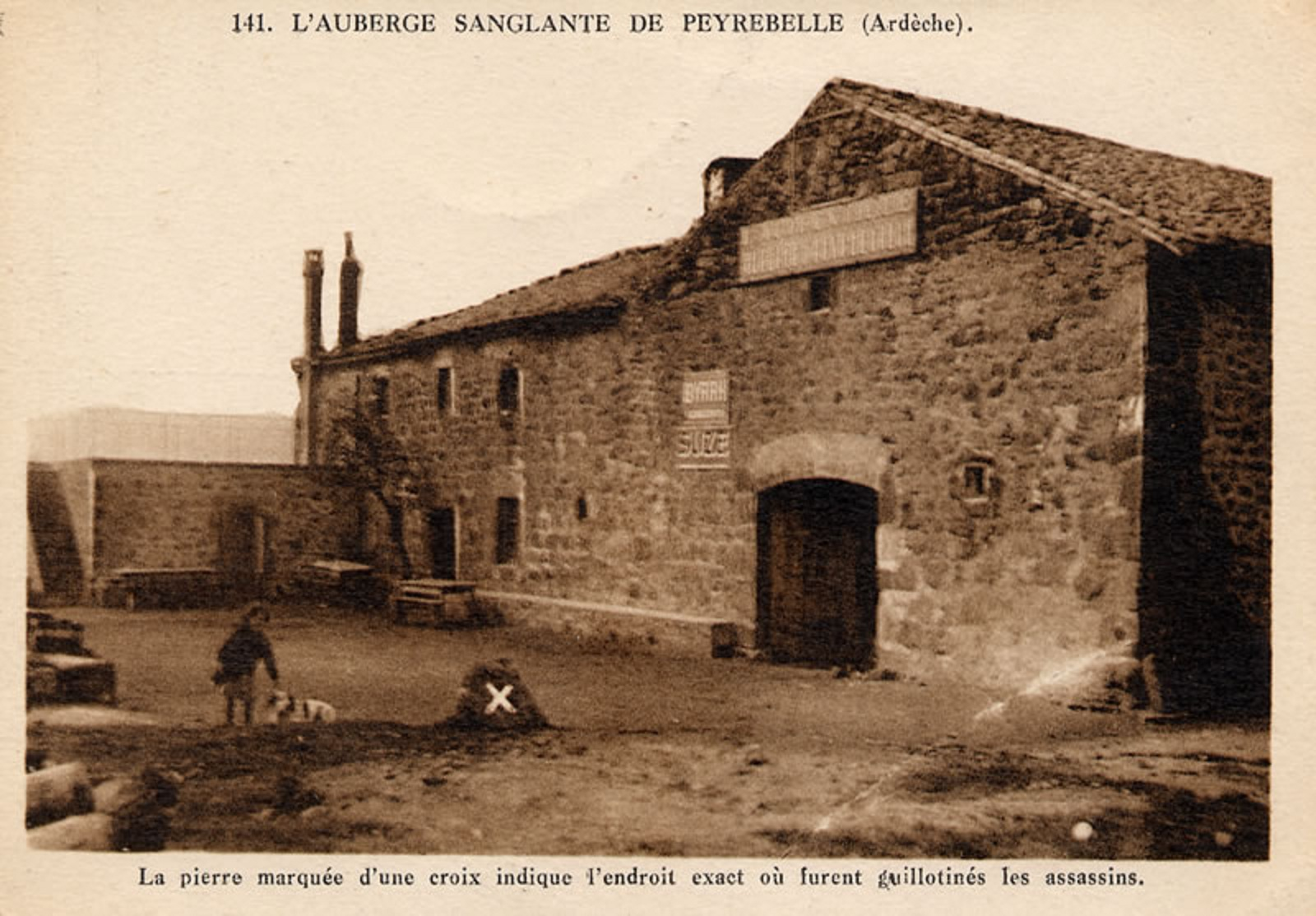
L'auberge de Peyrebeille, à la fin du XIXe siècle.

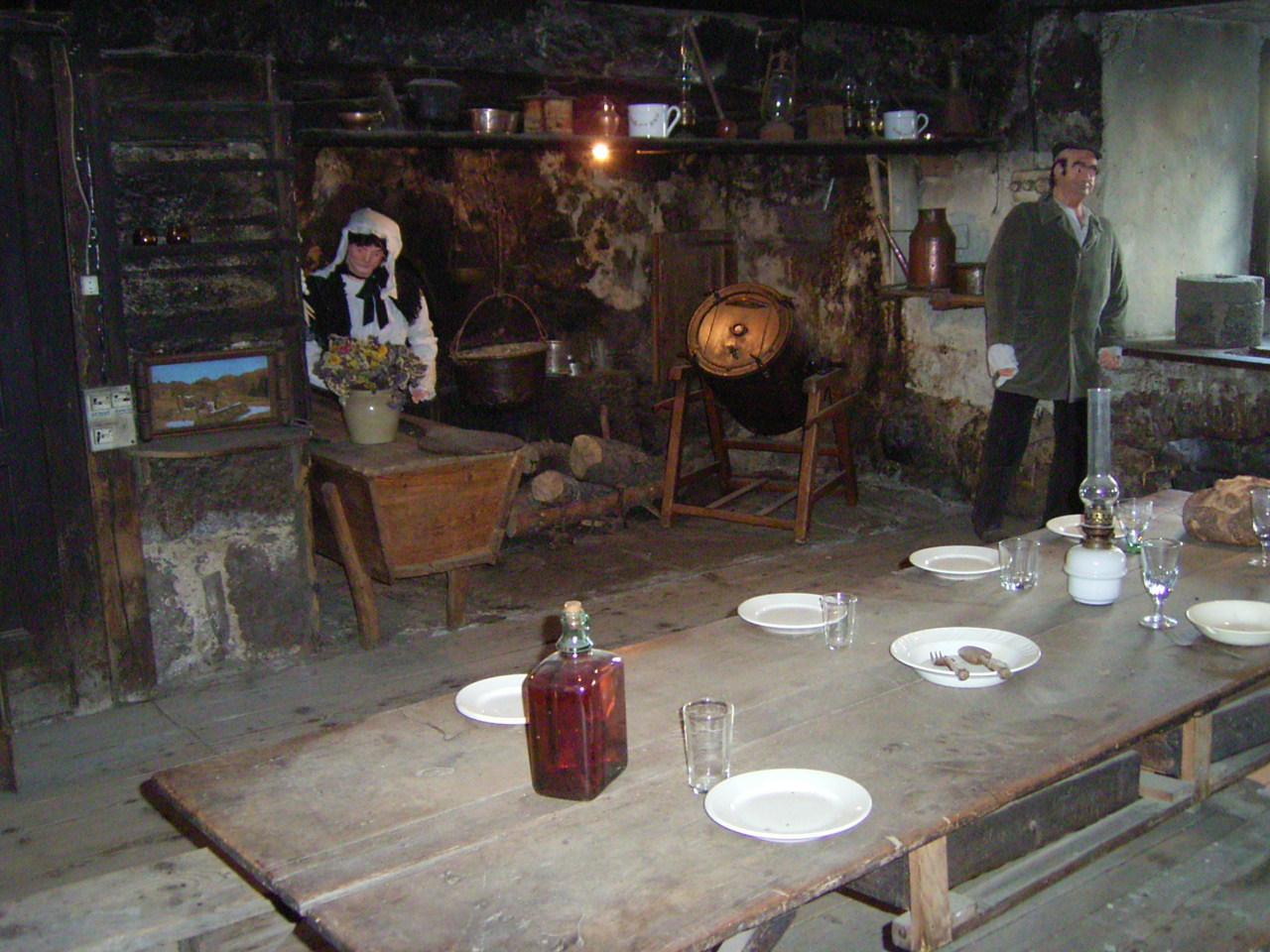
Reconstitution de l'intérieur d'époque de l'auberge de Peyrebeille.

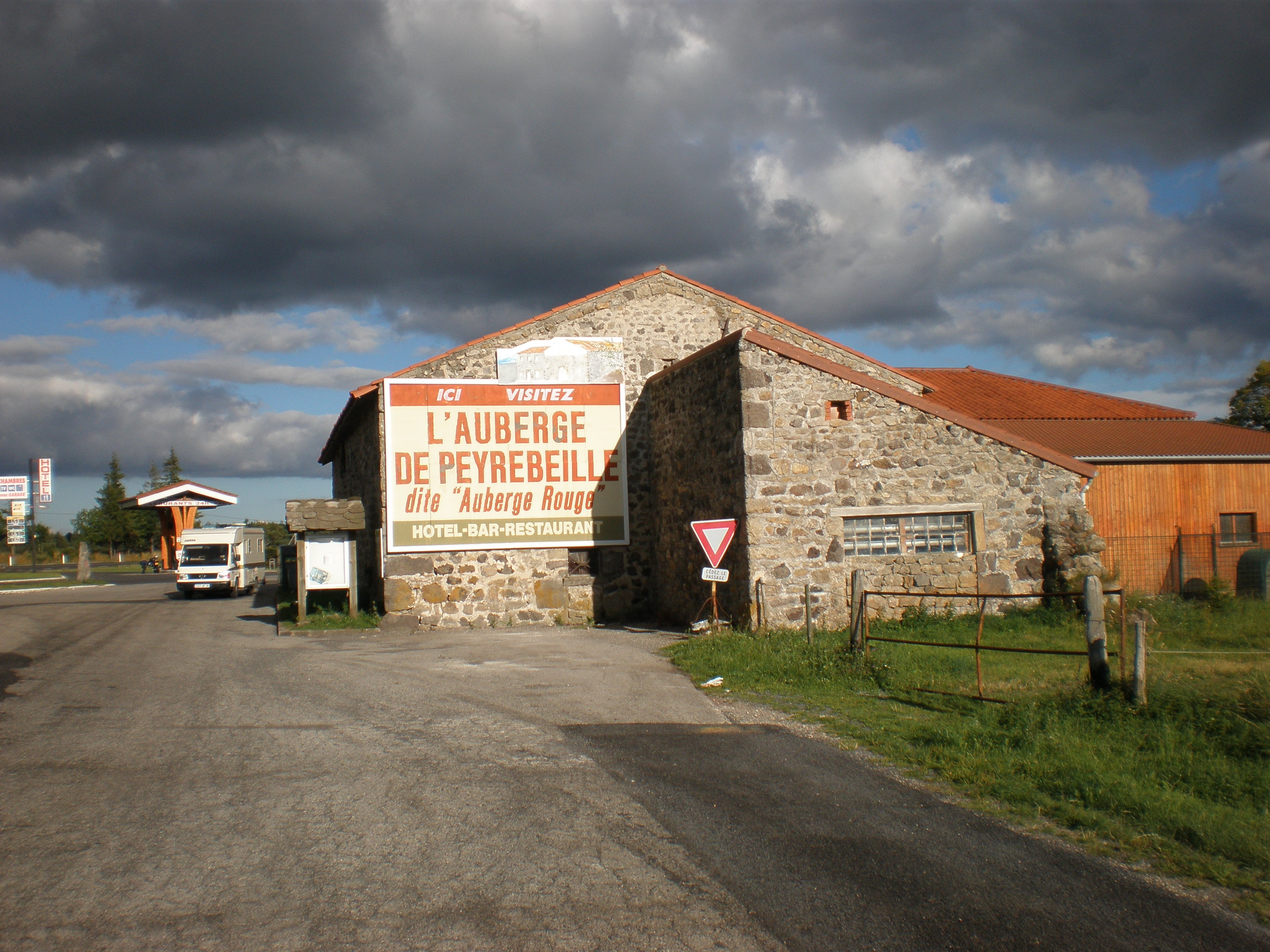
L'auberge de Peyrebeille à Lanarce (direction Aubenas).

Pendant près de vingt-trois ans, aux alentours des années 1805-1830, les époux Pierre et Marie Martin (née Breysse), d'anciens fermiers pauvres devenus propriétaires et tenanciers de l'auberge de Peyrebeille, auraient détroussé plus de cinquante voyageurs avant de leur ôter la vie. À leur mort, leur fortune fut évaluée à 30 000 francs-or.
Ils auraient eu pour complices leur domestique Jean Rochette, surnommé « Fétiche », et leur neveu, André Martin. Le teint hâlé de Jean Rochette le fera décrire à tort dans la littérature romanesque comme un mulâtre originaire d'Amérique du Sud. En fait, il était bien d'origine ardéchoise.
La réussite du couple Martin (en 1830, ils confient l'auberge à un gérant et vivent désormais de leurs rentes) et le fort caractère de Pierre Martin, qui le faisait craindre dans le voisinage, avaient attiré sur eux la jalousie des gens du lieu et les conduisirent à leur perte. La presse donna alors différents surnoms à « l'auberge de Pierre Martin », tels que « l’auberge rouge », « l’auberge sanglante », « l’ossuaire » ou  le « coupe-gorge ».
L'affaire débuta le 26 octobre 1831. Ce jour-là, on découvrit le cadavre d’un homme sur les berges de l’Allier, à dix kilomètres de l'auberge. Il avait le crâne fracassé et l'un des genoux broyé mais son argent se trouvait toujours dans son portefeuille. Il s'agissait du maquignon Antoine (ou Jean-Antoine) Enjolras (ou Anjolras), qui, ayant perdu sa génisse en chemin, aurait cessé les recherches de sa bête et fait halte à l'auberge le 12 octobre 1831. Selon le témoin Claude Pagès, le cadavre aurait été transporté sur une charrette par Pierre Martin, « Fétiche » le domestique et un inconnu depuis l'auberge jusqu'à la rivière.
Le 25 octobre, le juge de paix  Étienne Filiat-Duclaux se rendit chez les Martin pour enquêter sur la disparition de l'« homme à la génisse ». Pierre Martin et son neveu furent arrêtés le 1er novembre 1831, et Rochette le lendemain. Marie Martin ne fut arrêtée que plus tard, car les autorités n'imaginaient pas au départ qu'une femme pût être une meurtrière. L'ouverture d'une enquête pour meurtre enflamma les imaginations et plusieurs témoins, peu crédibles, imputèrent aux Martin 53 disparitions et plusieurs tentatives d'assassinat et de vols. L'acte d'accusation ne retint que deux meurtres, quatre tentatives et six vols.

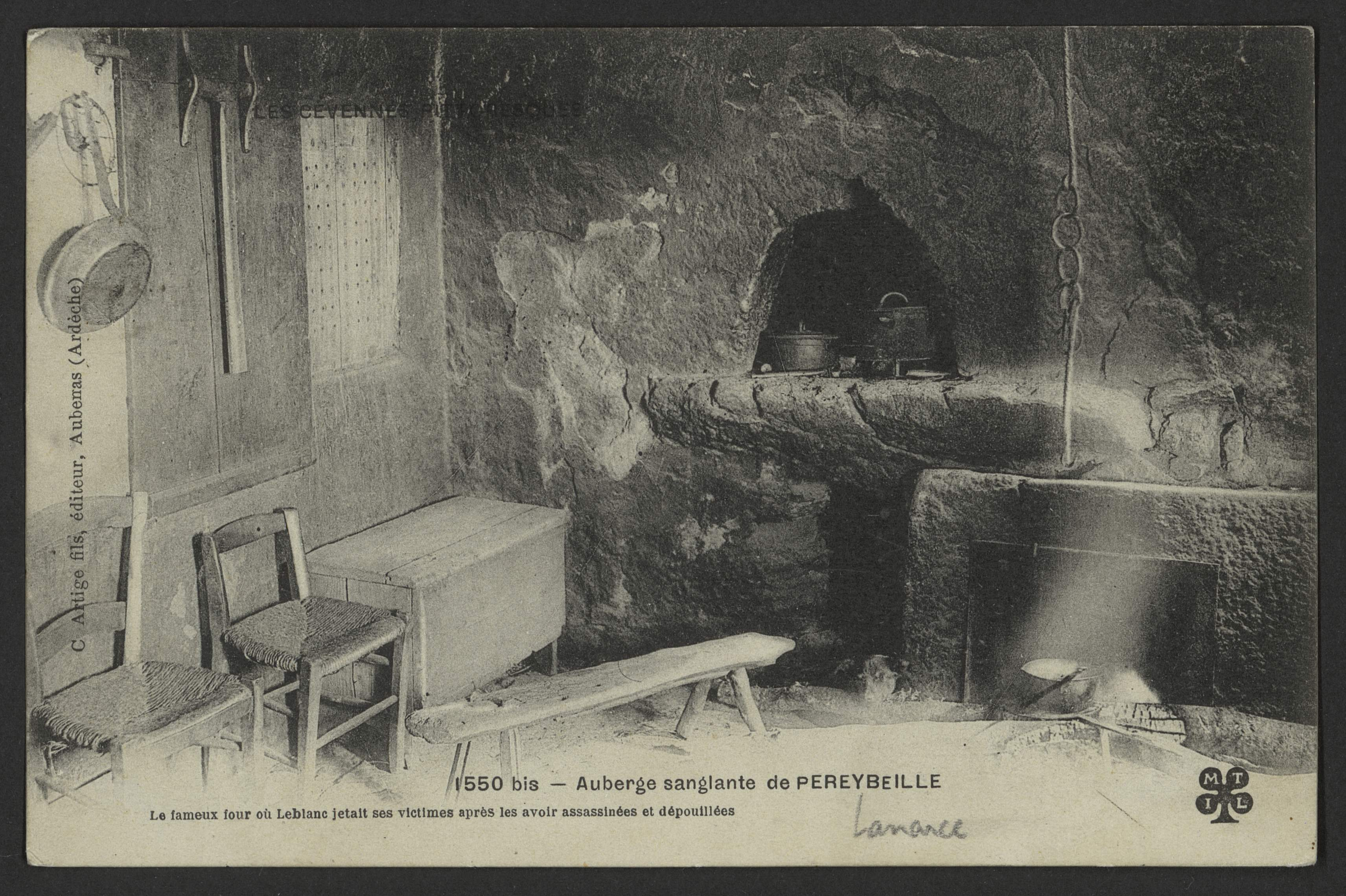
Le four à pain de l'auberge, qui aurait été utilisé pour incinérer certains cadavres.

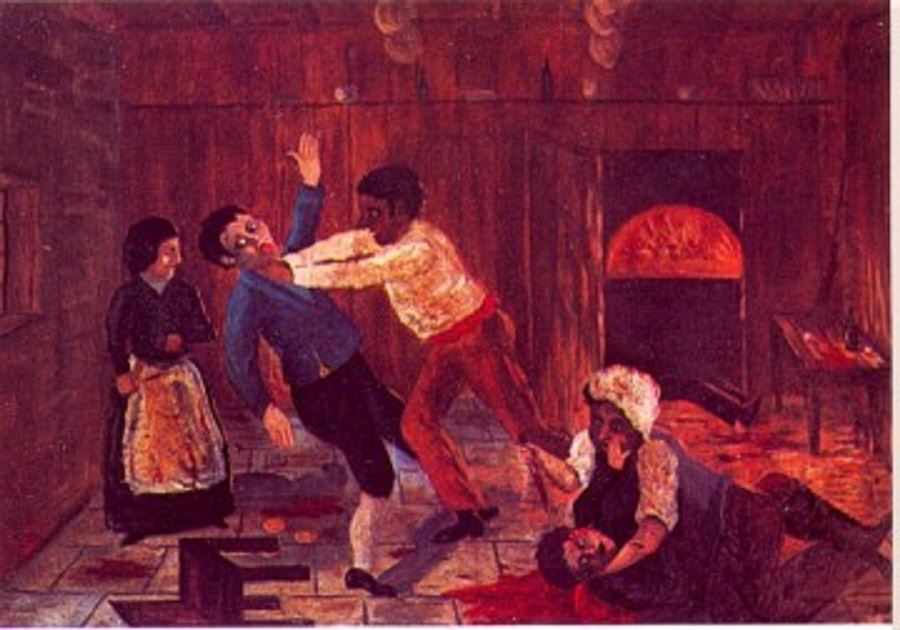
Meurtres en série à l'Auberge rouge.
Art naïf, vers 1910.

Le 18 juin 1833, le procès des « quatre monstres » s'ouvrit aux assises de l'Ardèche, à Privas. Cent-neuf témoins furent appelés à la barre (témoins indirects, relayant essentiellement les rumeurs de l'époque : la femme aubergiste aurait fait manger aux clients pâtés et ragoûts accommodés avec les meilleurs morceaux prélevés sur les cadavres ; certains paysans auraient vu des mains humaines mijoter dans la marmite de la cuisine ; d'autres rapportèrent avoir vu les draps du lit ou les murs tachés de sang ; d'autres encore racontèrent que des fumées nauséabondes s'échappaient fréquemment des cheminées, les aubergistes auraient brûlé le corps de leurs victimes, dont des enfants, dans le four à pain de la cuisine ou en faisant croire qu'ils étaient morts de froid dans la neige sur le plateau) dont 17 à décharge, mais le procès s'enlisa et on pensa même à prononcer l'acquittement des accusés.
Puis survint un coup de théâtre. Laurent Chaze, un mendiant de la région qui aurait tout vu et entendu, raconta les faits. Il aurait été un soir chassé de l'auberge, faute de pouvoir payer son lit. Il se serait alors caché dans une remise d’où il n'aurait, en réalité, assisté qu'à l'assassinat d'un seul voyageur (Enjolras). À supposer que Chaze ait assisté à quelque chose d'anormal, il n'est pas exclu que son témoignage ait été « arrangé ». En effet celui-ci s'exprimait en occitan vivaro-alpin, tandis que les audiences de la cour d'assises se déroulaient en français. De ce fait, la communication n'était pas très facile.
L'avocat de Jean Rochette a, au cours de sa plaidoirie, implicitement accepté le fait que son client était un assassin en plaidant l'irresponsabilité de son client, car celui-ci ne pouvait pas échapper à l'influence de ses maîtres. Cette plaidoirie a sans doute contribué à sceller le sort des accusés.

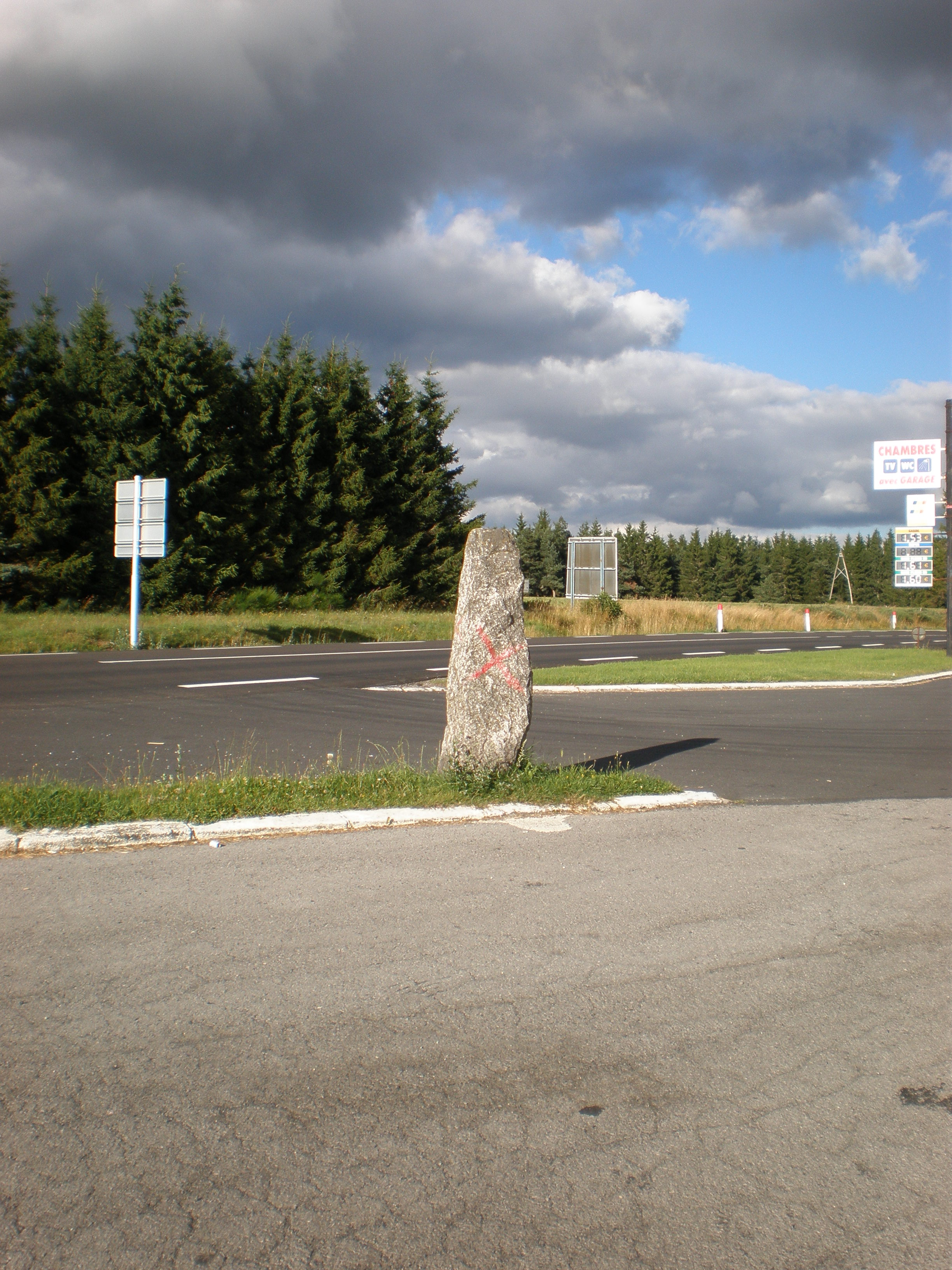
Grosse pierre indiquant le lieu de l'exécution des époux Martin.

Finalement jugés coupables d'un seul meurtre (celui d'Enjolras), de quatre tentatives et de six vols, et acquittés pour tout le reste, le 28 juin, après sept jours d'audience, les époux Martin et leur domestique furent tous les trois condamnés à mort. Après le rejet de leur pourvoi en cassation, puis de la requête en grâce auprès du roi Louis-Philippe, ils furent ramenés de Privas sur les lieux de leurs méfaits supposés afin d'être guillotinés, dans la cour même de leur auberge, par le bourreau Pierre Roch et son neveu Nicolas.
Le voyage dura un jour et demi. L'ambiance le long du trajet était tellement malsaine que les ecclésiastiques accompagnant les condamnés demandèrent à être remplacés. L'exécution eut lieu le 2 octobre 1833, à midi, lorsque l'angélus de Lavillatte sonna. Une foule très importante y assista (on parle de 30 000 personnes).
Lorsque Rochette fut sur le point d'être exécuté, il cria : « Maudits maîtres, que ne m'avez-vous pas fait faire ! » Les dernières paroles du supplicié suscitent le doute quant à la vraie nature des aubergistes. Néanmoins plusieurs historiens pensent que la culpabilité des Martin dans l'« assassinat » d'Enjolras est loin d´être démontrée. Il semblerait que ce dernier soit simplement mort d'une crise cardiaque après avoir trop bu. Cela expliquerait pourquoi l'épouse Martin essaya de lui faire prendre une tisane.
Les corps des trois suppliciés furent inhumés dans le cimetière de Lanarce, où leur tombe a disparu. Dans la nuit du 2 au 3 octobre, les trois têtes furent volées avec l'aide du fossoyeur. Moulées et reproduites sur des photos de l’époque, elles sont conservées au musée Crozatier au Puy-en-Velay.

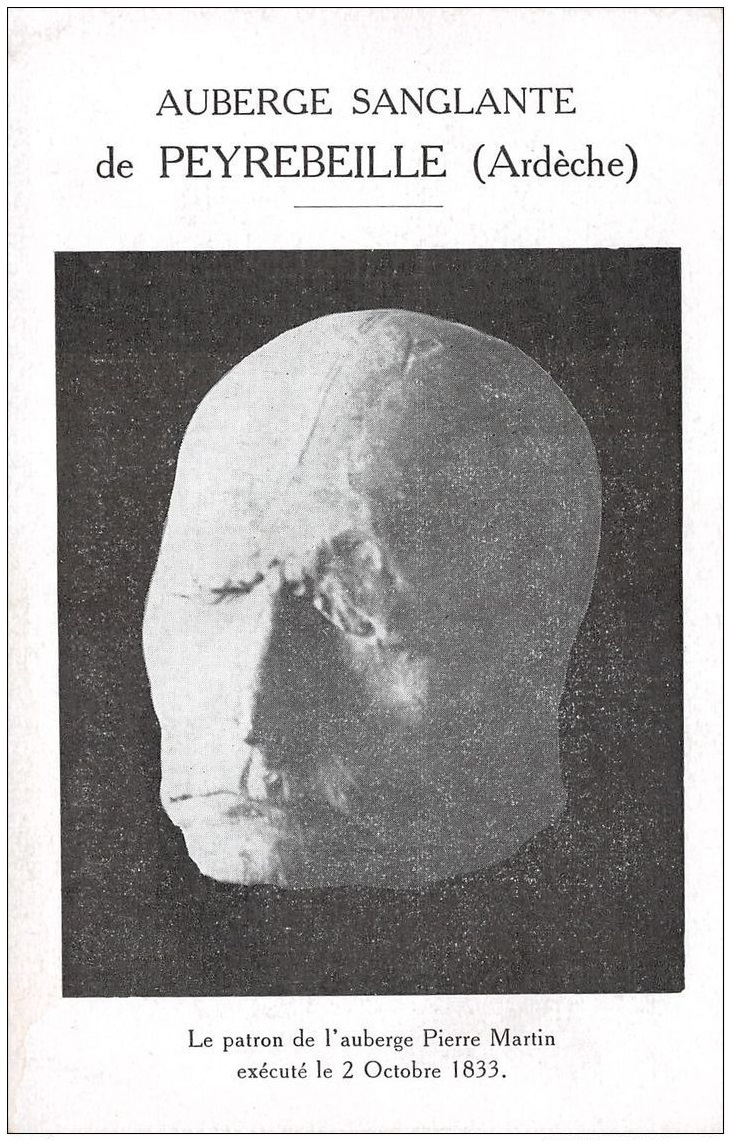
Moulage de la tête de Pierre Martin.
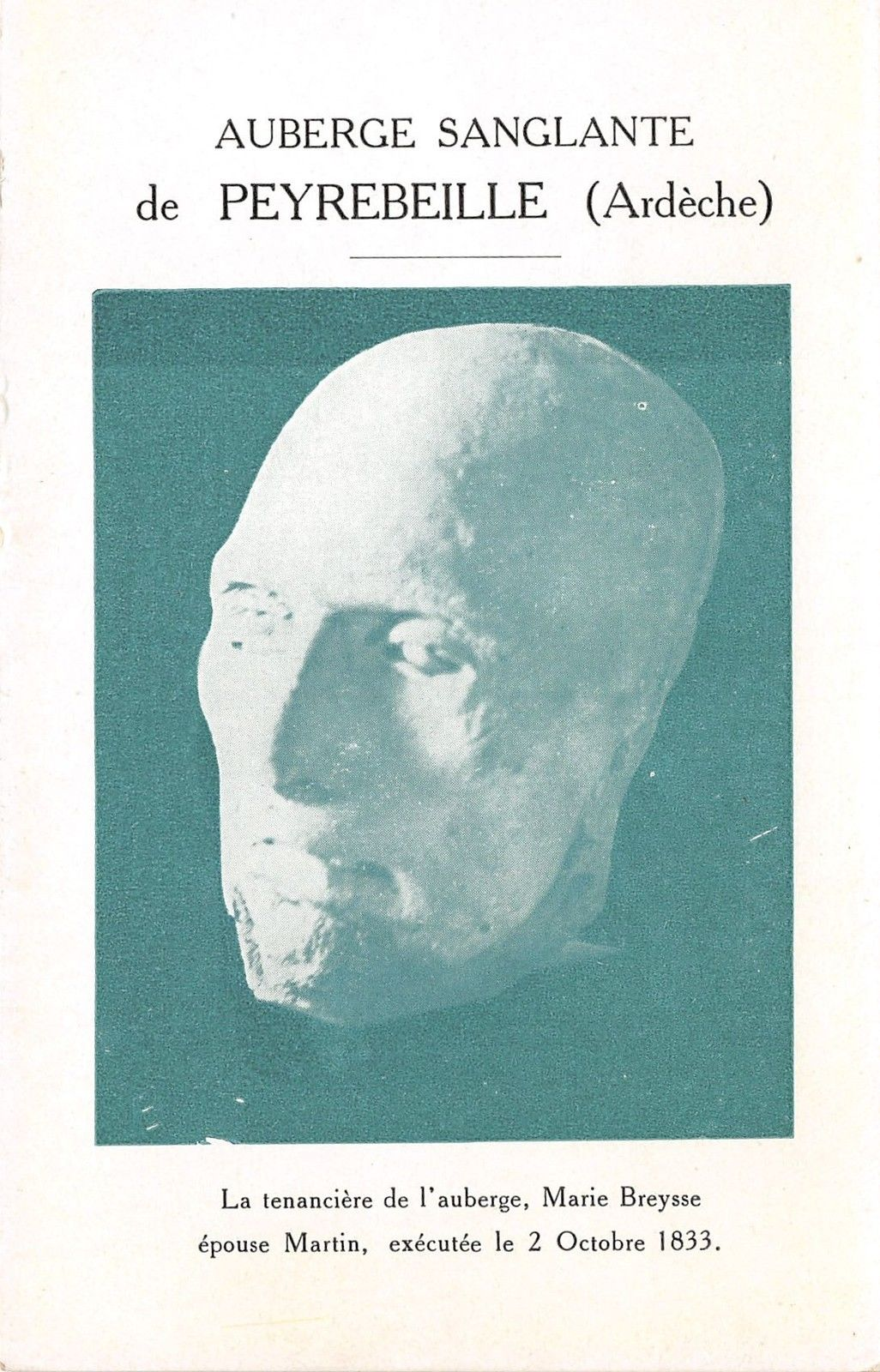
Moulage de la tête de Marie Breysse, épouse Martin.
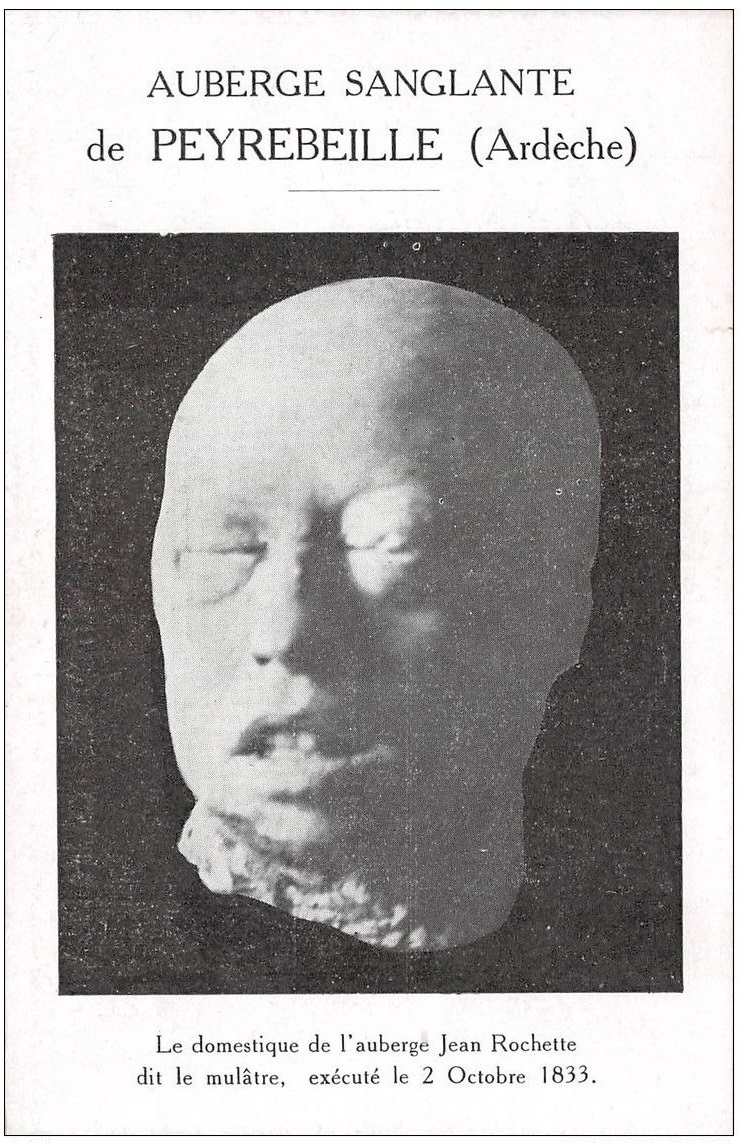
Moulage de la tête de Jean Rochette.

Par contre, le neveu des Martin, André, fut acquitté et remis en liberté, alors qu'il avait peut-être participé à au moins un meurtre. De nombreuses pièces du dossier ont disparu des archives judiciaires. Les pages des livres d'état civil faisant état des étapes de la vie des époux Martin ont été arrachées. Le mystère de la culpabilité ou de l'innocence des époux Martin ne sera jamais éclairci, sauf à retrouver un jour les pièces du dossier qui dorment peut-être dans un grenier, si elles n'ont pas été détruites.

## Place dans le contexte politique et l'imaginaire collectif

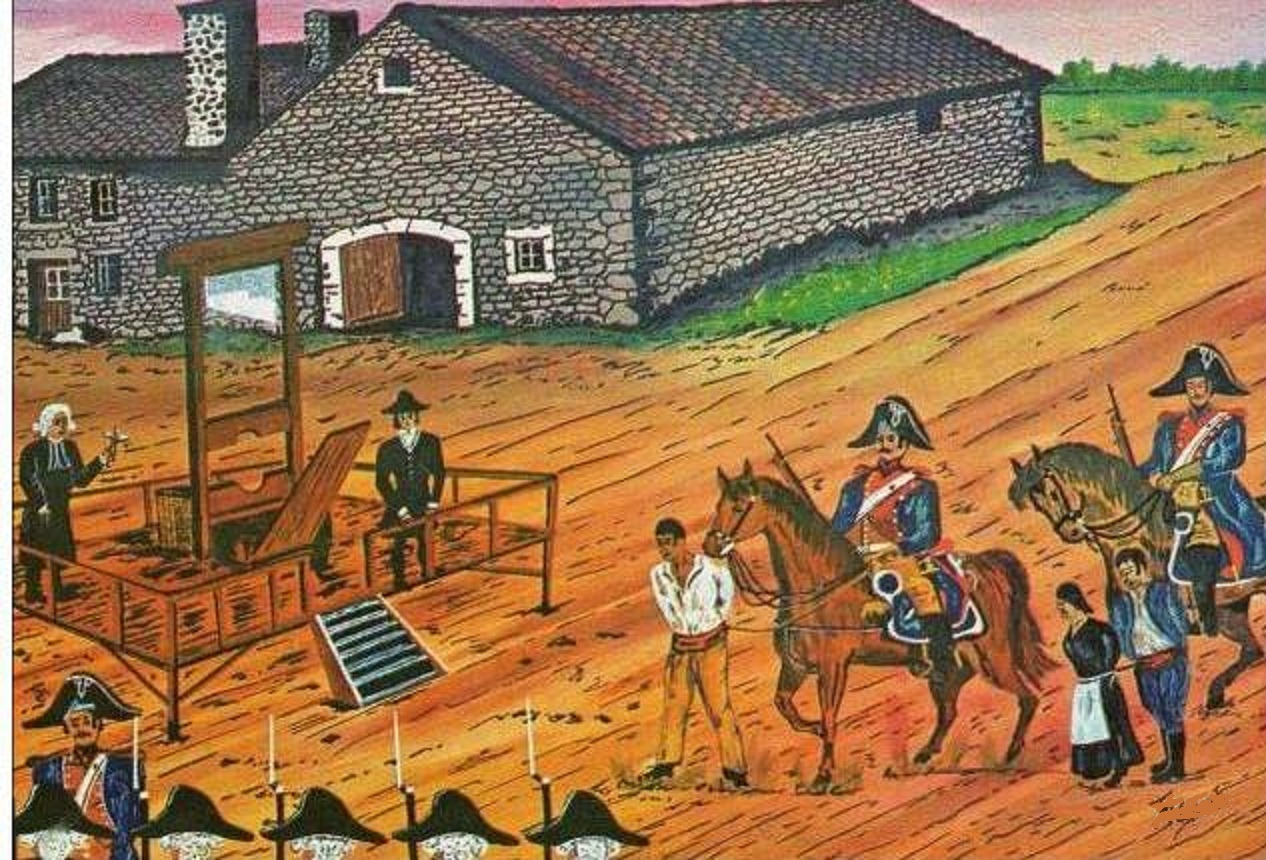
Arrivée des trois condamnés devant l'auberge, le 2 octobre 1833

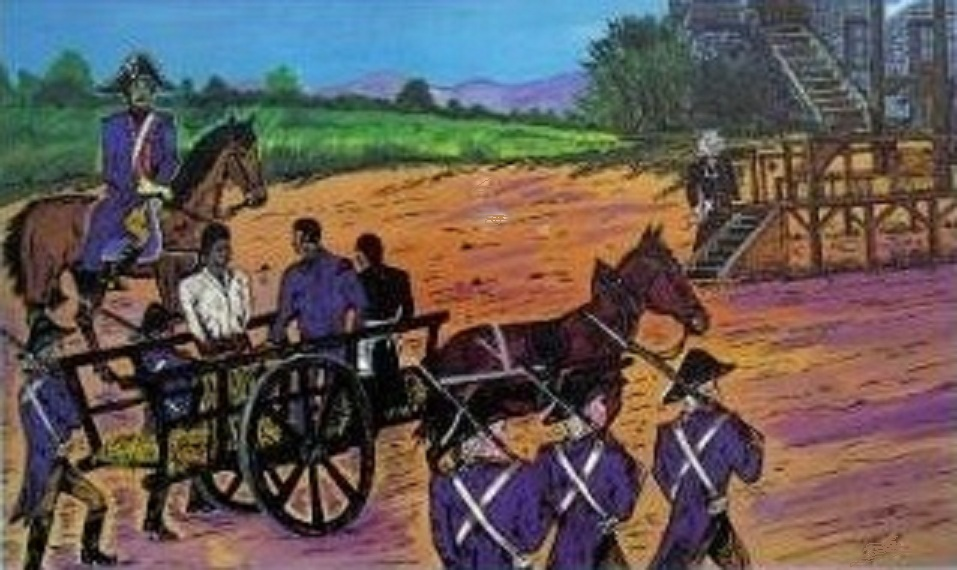
La charrette des condamnés arrivant sur le lieu d'exécution à Peyrebeille

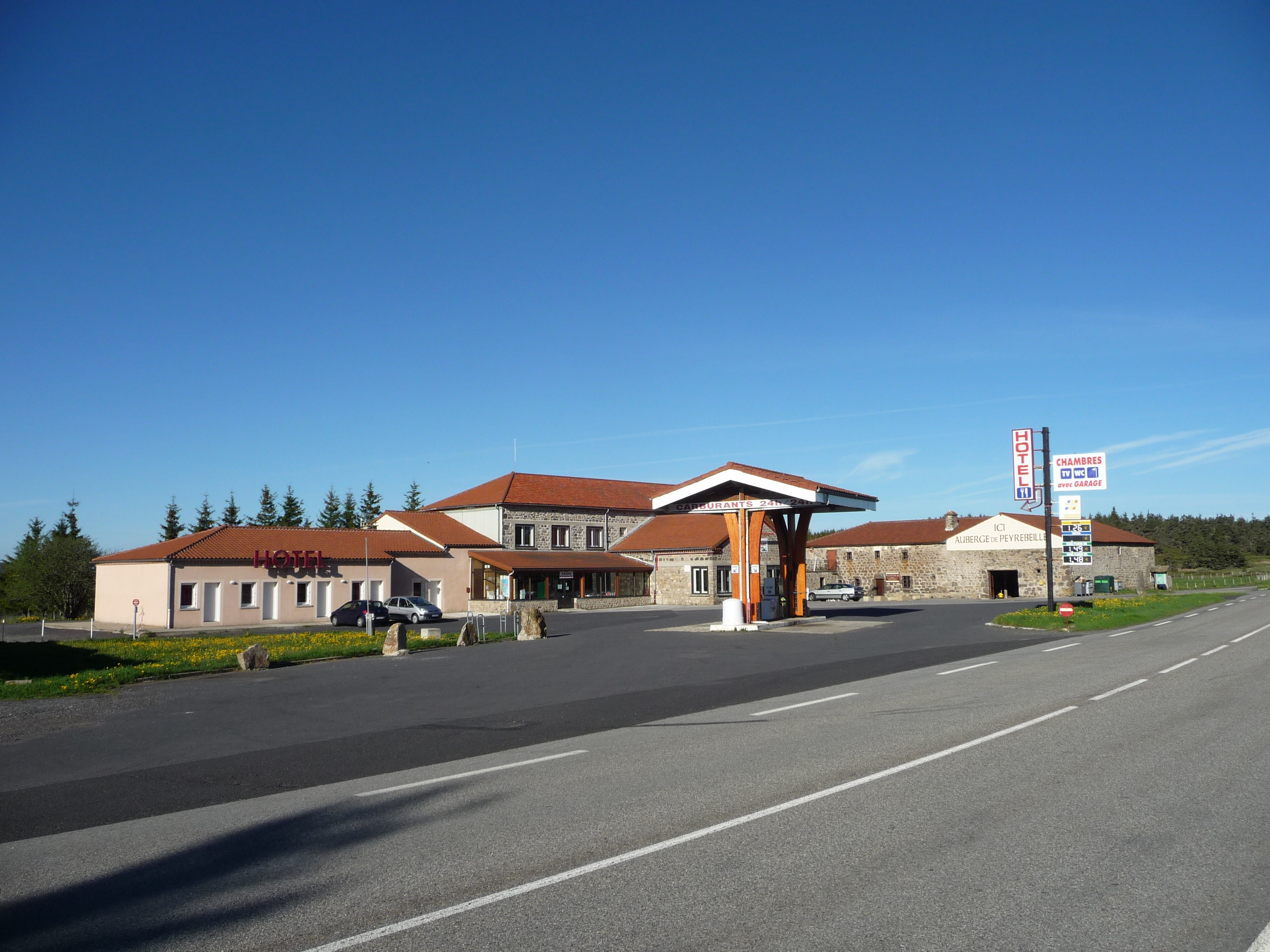
L'hôtel-restaurant modernisé aujourd'hui.

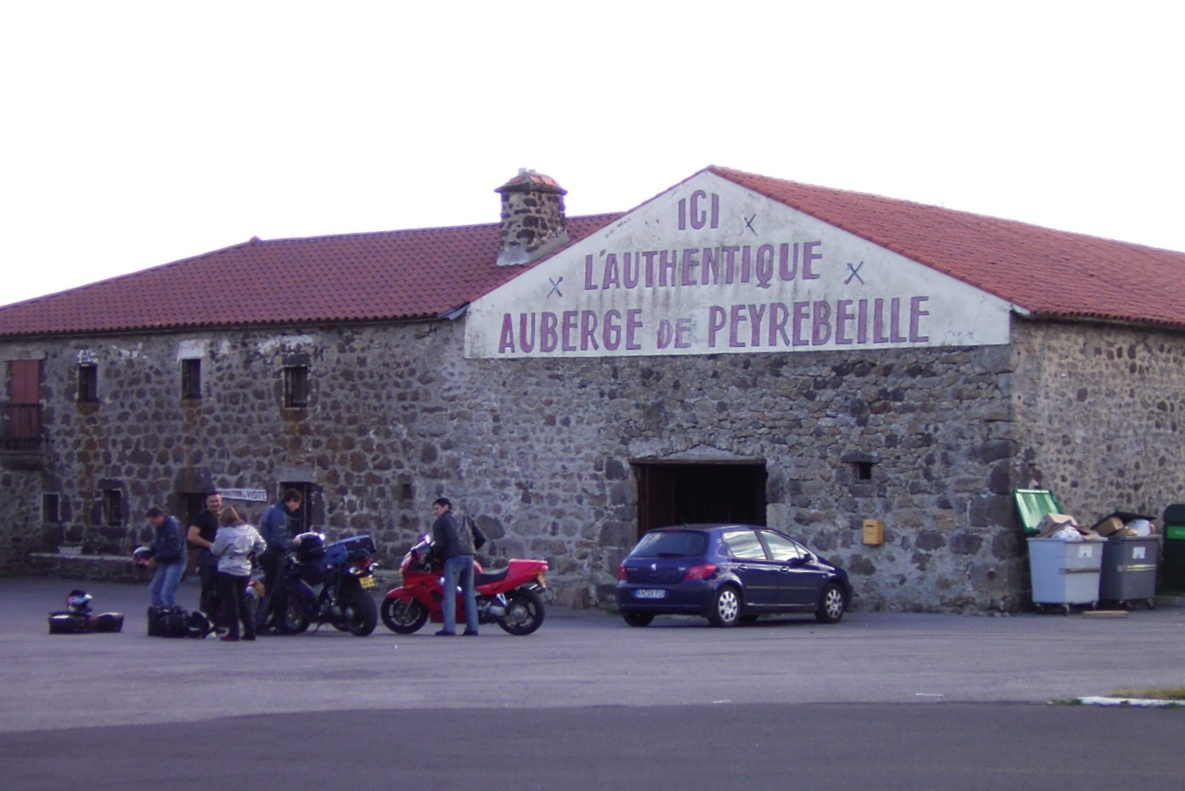
Publicité sur la façade promouvant l'authentique auberge de Peyrebeille.

L'affaire de l'Auberge rouge doit être replacée dans son contexte historique. Aux insurrections des Canuts de Lyon en 1831, répondit celle des forêts royales en Ardèche. Le droit du ramassage du bois fut restreint pour les paysans au profit des scieries. Certaines furent incendiées et leurs bois coupés. Les bandes de coupeurs opéraient de nuit dans un milieu qu'ils connaissaient parfaitement et n'avaient aucune peine à mettre la gendarmerie en déroute. Le préfet, inquiet, ordonna de faire revenir l'ordre. C'est dans ce contexte que le dossier des Martin avait été instruit.
Le procès des aubergistes eut pour fond un règlement de comptes politiques. Car nul n'ignorait l'appartenance du couple au clan des ultra-royalistes. Tous savaient que Marie Breysse avait caché un curé réfractaire, que Pierre Martin était un homme de main de la noblesse locale. On tenait pour sûr qu'il avait fait pression sur des propriétaires afin que ceux-ci cédassent leurs terres à bas prix aux nobles revenus d'exil. De plus, il était soupçonné de sympathiser avec les coupeurs des bois. Les aubergistes étaient en butte au mécontentement général.
La Justice, aux ordres, chargea les accusés, allant jusqu'à faire disparaître des pièces du dossier après le procès, ce qui était d'autant plus facile que l'imaginaire collectif de la population souhaitait la culpabilité du couple Martin. Le procureur accordait du crédit à tous les témoignages allant dans le sens de l'accusation, comme celui du mendiant Chaze, qui allait influencer les jurés.
C'est ce contexte qui permit à l'affaire d'être sévèrement jugée. Les royalistes ardéchois étaient visés à travers eux. Louis-Philippe, successeur de Charles X, le « roi des ultras », après la Révolution de Juillet, sur rapport du procureur, refusa d'accorder sa grâce, donnant ainsi son aval à une justice partisane et aux rancœurs politiques locales.
L'actuel bâtiment n'a été modifié que très légèrement depuis 1831. Devenu un haut lieu touristique de l'Ardèche, il revendique le titre « d’authentique auberge de Peyrebeille ». Une terrasse a été bâtie au bout du corps de ferme. Elle abrite aujourd'hui un musée que l'on peut visiter. Ce musée a conservé le mobilier de l'époque mais le décor a subi quelques aménagements. À l'est de l'auberge historique, ont été construits un hôtel-restaurant et une station d'essence.
Le musée Crozatier du Puy conserve les masques mortuaires des suppliciés, des moulages en plâtre de leur tête ayant été réalisés avant leur mise en bière.
Aussi fort qu'ait pu être l'impact sur l'imaginaire collectif, et contrairement à ce qu'affirment certaines sources erronées, l'Auberge rouge n'est pas à l'origine de l'expression ne pas être sorti de l'auberge, laquelle est antérieure aux crimes de Peyrebeille.

### Films
L'affaire de l'Auberge rouge a inspiré deux réalisateurs :
- L'Auberge rouge de Claude Autant-Lara (1951), avec Fernandel dans le rôle du moine et Françoise Rosay et Julien Carette dans celui des aubergistes[11].
- L'Auberge rouge de Gérard Krawczyk (2007), avec Gérard Jugnot (le prêtre) et Josiane Balasko et Christian Clavier (les aubergistes)[11].

À noter que le film L'Auberge rouge de Camille de Morlhon (1912) d'après l'œuvre éponyme d'Honoré de Balzac, n'a aucun rapport avec l'auberge de Peyrebeille. L'Auberge rouge, film français de Jean Epstein (1923) est également inspiré du roman de Balzac.

### Téléfilm
L'épisode « L'auberge de Peyrebeille » de la série télé En votre âme et conscience (1969) de Guy Lessertisseur raconte le procès des aubergistes de Peyrebeille.

### Émission radiophonique
- « L'affaire de l'Auberge rouge » le 31 décembre 2015 dans L'Heure du crime de Jacques Pradel sur RTL
- « L'affaire de l'Auberge rouge » le 1er décembre 2017 dans Hondelatte raconte sur Europe 1[13]

### Livres

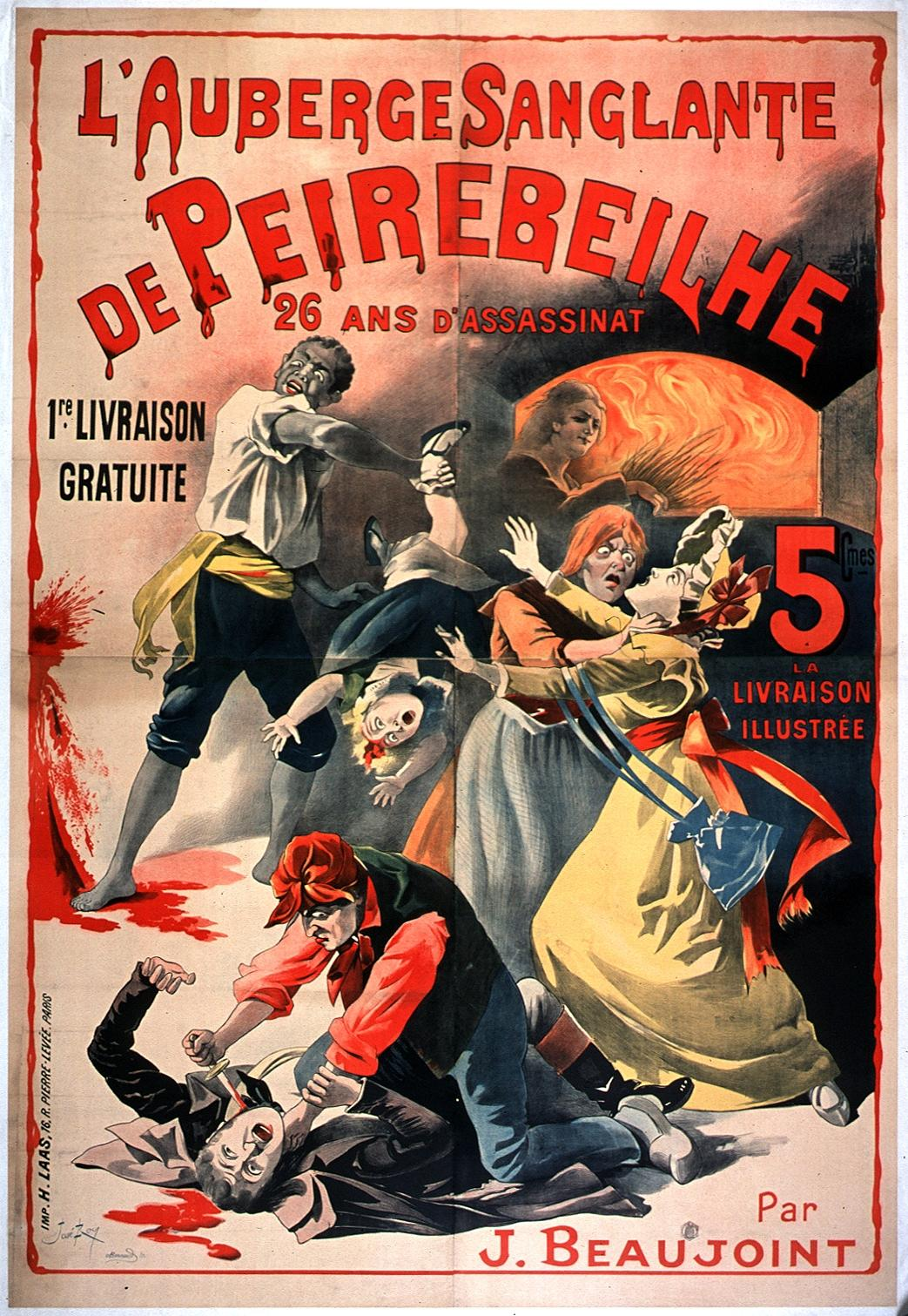
Les crimes de Peyrebeille - Lithographie de José Roy, 1885 (Fonds Bibliothèque Municipale de Lyon).

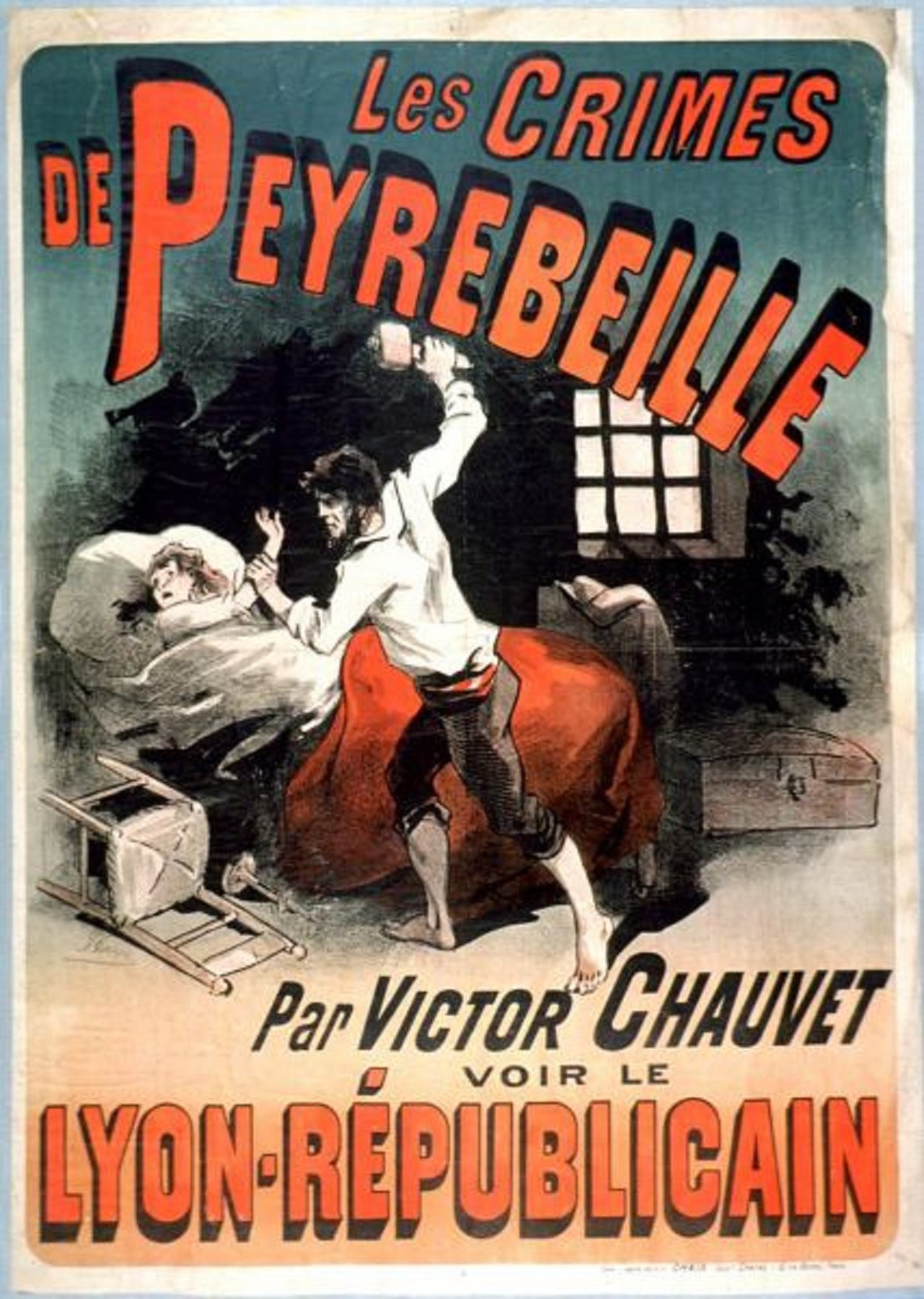
Les crimes de Peyrebeille - Lithographie de Jules Chéret, 1885 (Fonds Bibliothèque Nationale).

Parmi les ouvrages les plus sérieux qui ont retracé les crimes perpétrés sur le plateau de Peyrebeille dans les années 1830, citons le livre de Félix Viallet et Charles Almeras, Peyrebeille, qui conclut à la culpabilité des époux Martin. Paul d'Albigny rapporte dans son livre Le Coupe-Gorge - Histoire de l'Auberge de Peyrabeille — qui est le premier ouvrage, publié en 1886, sur l'affaire d'après des notes d'audience, des documents écrits ou publiés et des souvenirs de contemporains — qu'il n'émet alors aucun doute sur la culpabilité des accusés. Il y rapporte également que le jour de l'exécution, un bal fut organisé devant l'établissement.
On peut mentionner L'Auberge sanglante de Peirebeilhe, roman de Jules Beaujoint inspiré du fait divers, paru en 1885, et illustré par José Roy. La même année, Victor Chauvet, fait paraître, dans le journal Lyon Républicain, un feuilleton Les crimes de Peyrebeille, qui fut annoncé par une affiche de Jules Chéret. Il est à souligner que L'Auberge rouge, un roman de Honoré de Balzac publié en 1831, n'a aucun rapport avec le fait divers de Peyrebeille.
L'ouvrage de l'historien Thierry Boudignon L'Auberge rouge, Éditions du CNRS, remet en cause la thèse officielle et donne à penser que l'affaire de l'Auberge rouge serait une terrible erreur judiciaire, fondée sur des rumeurs, des témoignages douteux et la nécessité de « faire un exemple ». Il s'appuie sur les documents des archives départementales et des archives nationales, analyse les procédures d'instruction, met en évidence que le patois fut un obstacle car le greffier interpréta en français plus qu'il ne traduisit les propos des Ardéchois. Il en déduit que l'objectif des magistrats fut d'élaborer un discours destiner à convaincre les jurés et à orienter leur décision. Des faits  prescrits par la loi furent relatés afin de discréditer le couple, la non-recevabilité de certains témoignages n’empêcha pas la justice de s'y référer pour faire condamner les accusés.
Sur le même thème, L'Auberge rouge : l'énigme de Peyrebeille, 1833, roman de Michel Peyramaure paru en 2003, part de la réalité de l'époque qui considéra que justice était faite puisque les assassins avaient été guillotinés. Mais progressivement, l'auteur sème le doute en se demandant, d'après les témoignages rapportés par des chroniqueurs de l'époque, « si cette triple exécution n'a pas finalement été la plus grande erreur judiciaire du XIXe siècle ».
En novembre 2000, la revue jeunesse "Maximum !" propose le roman "L'auberge sans retour", qui met en scène un héros trouvant refuge dans l'auberge et faisant face aux assassins. La rubrique "C'est vrai !" placée après le roman confirme qu'il est inspiré de ce fait divers.
On peut également citer le livre de Gérald Messadié, Le secret de l'Auberge rouge : enquête sur une affaire criminelle (L'Archipel, 2007), qui détaille les circonstances politiques de cette « ténébreuse affaire ».

### Jeux
Un jeu de société, nommé L'Auberge sanglante a été édité en 2015 par Pearl Games, avec pour auteur Nicolas Robert et pour illustrateur Weberson Santiago. Il reprend le thème de l'affaire, avec un mécanisme de cartes illustrant les voyageurs et les complices. Les joueurs essaient d'être les plus riches en dépouillant les voyageurs tout en évitant que les forces de l'ordre trouvent de compromettants cadavres.